# 復興庁設置法
復興庁設置法（ふっこうちょうせっちほう、平成23年12月16日法律第125号）は、復興庁の設置ならびに任務およびこれを達成するため必要となる明確な範囲の所掌事務を定めるとともに、その所掌する行政事務を能率的に遂行するため必要な組織に関する日本の法律である（第1条）。
本則において復興庁の所掌事務、組織等を定めると同時に、附則において内閣法の改正（国務大臣定員の臨時増）や国家行政組織法等の読み替え等についても規定している。
2012年（平成24年）2月10日施行。

## 構成
- 第1章 総則（第1条）
- 第2章 復興庁の設置並びに任務及び所掌事務（第2条 - 第4条）
- 第3章 組織
  - 第1節 通則（第5条）
  - 第2節 復興庁の長及び復興庁に置かれる特別な職（第6条 - 第11条）
  - 第3節 復興庁に置かれる職（第12条）
  - 第4節 復興推進会議等（第13条 - 第16条）
  - 第5節 復興局（第17条）
  - 第6節 雑則（第18条）
- 第4章 雑則（第19条 - 第21条）
- 附則

## 主な内容

### 第1章 総則
この法律の目的について、「復興庁の設置ならびに任務及びこれを達成するため必要となる明確な範囲の所掌事務を定めるとともに、その所掌する行政事務を能率的に遂行するため必要な組織に関する事項を定める」とする（1条）。 

### 第2章 復興庁の設置ならびに任務および所掌事務
内閣に復興庁を置くことを規定し（2条）、次の二つの任務を定める（3条）。
1. 東日本大震災復興基本法2条の基本理念にのっとり、東日本大震災（福島第一原子力発電所事故を含む）からの復興に関する内閣の事務を内閣官房とともに助けること。
2. 東日本大震災復興基本法2条の基本理念にのっとり、主体的かつ一体的に行うべき東日本大震災からの復興に関する行政事務の円滑かつ迅速な遂行を図ること。

東日本大震災復興基本法2条には、被災地における復旧復興にとどまらず、日本全国の防災から少子高齢化への対応に至るまで、幅広い意味での「復興」の基本理念が定められる。
復興庁の所掌事務としては、次の3点を挙げる。
1. 東日本大震災からの復興のための施策に関する基本的な方針に関する企画及び立案並びに総合調整に関すること。
2. 関係地方公共団体が行う復興事業への国の支援その他関係行政機関が講ずる東日本大震災からの復興のための施策の実施の推進及びこれに関する総合調整に関すること。
3. 1及び2に掲げるもののほか、東日本大震災からの復興に関する施策の企画および立案ならびに総合調整に関すること。

また、関係地方公共団体・関係行政機関が行う復興事業の総合調整の任務に関して、次の8点を挙げる。
1. 東日本大震災からの復興に関する行政各部の事業を統括しおよび監理すること。
2. 東日本大震災からの復興に関する事業に関し、関係地方公共団体の要望を一元的に受理するとともに、当該要望への対応に関する方針を定め、これに基づき当該要望に係る事業の改善又は推進その他の措置を講ずること。
3. 東日本大震災からの復興に関する事業を、次に定めるところにより、実施すること。
イ　東日本大震災からの復興に関する事業のうち政令で定める事業に必要な予算を、一括して要求し、確保すること。
ロ　東日本大震災からの復興に関する事業のうち公共事業その他の政令で定める事業の実施に関する計画を定めること。
ハ　東日本大震災からの復興に関する事業について、自ら執行し、または関係行政機関に執行させること。
4. 東日本大震災からの復興に関し、関係地方公共団体の求めに応じて、政府全体の見地から、情報の提供、助言その他必要な協力を行うこと。
5. 東日本大震災復興特別区域法に定める事務。
6. 東日本大震災事業者再生支援機構の取締役および監査役の選任および解任の決議、定款の変更の決議ならびに合併、分割及び解散の決議の認可に関することならびに株式会社東日本大震災事業者再生支援機構に関する関係行政機関の事務の調整に関すること。
7. その他、東日本大震災からの復興に関する施策に関すること（他の府省の所掌に属するものを除く）。
8. その他、法律（法律に基づく命令を含む）に基づき復興庁に属させられた東日本大震災からの復興に関し必要な事務

### 第3章 組織

#### 第1節 通則
第5条
復興庁の組織構成に関する基本方針を規定。

#### 第2節 復興庁の長及び復興庁に置かれる特別な職
第6条
復興庁の長は内閣総理大臣とし、内閣総理大臣が復興庁の主任の大臣として所掌事務を分担管理することを規定。
第7条
復興庁の長としての内閣総理大臣の権限として、復興庁の行政事務に関する法律・政令の制定・改廃について閣議において発議すること、復興庁の命令としての「復興庁令」（内閣府令、省令に相当）を発出すること、等を規定。
第8条
内閣総理大臣を助け、復興庁の事務を総括することを目的として復興大臣を置き、これに国務大臣を充てることを規定。
第9条
復興庁に、2名の専任（必置）の副大臣（復興副大臣）と他府省との兼任の副大臣（任意）を置くことを規定。
第10条
復興庁に、複数の他府省との兼任の大臣政務官（復興大臣政務官）を置き、特定の復興局に関する政策の立案等を担当させることができることを規定。第10条の2では、復興庁に、特に必要がある場合においては大臣補佐官（復興大臣補佐官）を1人を置くことができ、大臣を補佐させることが出来ると規定。
第11条
復興庁に事務次官（復興庁事務次官）を置くことを規定。

#### 第3節 復興庁に置かれる職
第12条
復興庁に所掌事務の一部を分掌する職等を置くことを規定。

#### 第4節 復興推進会議等
第13条
復興庁に、復興のための施策の実施の推進と関係行政機関相互の調整を行うことを目的として、復興推進会議を置くことを規定。
第14条
復興推進会議は、内閣総理大臣を議長、復興大臣を副議長とし、他の全閣僚らを議員とすること等を規定。
第15条
復興庁に、復興のための施策の実施状況を調査審議し内閣総理大臣に意見を述べること、および内閣総理大臣の諮問に応じて復興に関する重要事項を調査審議し内閣総理大臣に建議することを目的として、復興推進委員会を置くこと等を規定。
第16条
復興推進委員会の構成等について規定。

#### 第5節 復興局
第17条
復興庁に地方機関として復興局を置き、所掌事務の一部を分掌させること等を規定。制定時点では法律に岩手県、宮城県、福島県に置くことを規定していたが、2020年の改正で、具体的な設置は政令で定めると改正された。

#### 第6節 雑則
第18条
組織に関して必要な事項を政令に委任することを規定。

### 第4章 雑則
第19条
復興庁に復興事務官、復興技官等を置くことを規定。
第20条
政府は復興庁の組織等の状況について国会に対して報告を行い、1年に1回以上官報で公示すべきことを規定（内閣府設置法第67条、国家行政組織法第25条と同様の規定）。
第21条
復興庁は、別に法律の定めるところにより、2031年（令和13年）3月31日までに廃止されることを規定。制定時点では2021年（令和3年）3月31日までに廃止とされていたが、2020年の改正で、廃止期限を10年延長された。

### 附則
（一部のみ）
第1条
この法律は公布から4か月以内に政令の定める日から施行されること等を規定。
※「復興庁設置法の施行期日を定める政令」（平成24年2月1日政令第21号）により2012年2月10日より施行。
第2条
政府は法律の施行後3年経過した時点で施行状況について検討を行い、必要な措置を講ずべきことを規定。
第3条
復興庁は内閣府と並んで国家行政組織法の適用対象外とし、他の法律においては復興庁を内閣府と各省の間に置き、復興大臣を内閣府特命担当大臣の後に置くよう読み替えること等を規定。
第6条
内閣法に附則第2項を追加し、復興庁の設置中は国務大臣の上限数を17人から18人に増員することを規定（現在は、万博担当大臣も増員されているため、上限数は19人。）。
第8条
東日本大震災復興基本法の一部を改正し、東日本大震災復興対策本部、東日本大震災復興構想会議の規定を削除（廃止）することを規定。